# الأرمن في قطر
 جمهورية أرمينيا دولة ذات سيادة وديمقراطية واجتماعية وقانونية. سلطة الدولة تدار وفقا للدستور والقوانين على أساس مبدأ فصل بين السلطات التشريعية والتنفيذية والقضائية.
يتراوح عدد الأرمن العرقيين في قطر بين 800 و1500 نسمة ويعيشون بشكل رئيسي في العاصمة الدوحة. وتشير مصادر غير رسمية إلى أن عددهم يبلغ نحو 5500 نسمة.
وقد اجتذبت الفرص الاقتصادية التي توفرها قطر العديد من الأرمن القادمين من لبنان وسوريا وغيرهما من البلدان العربية، فجاءوا إلى قطر بحثاً عن فرص العمل. ومنذ تسعينيات القرن العشرين، ضم المهاجرون الاقتصاديون إلى قطر أشخاصاً من أرمينيا وأرمناً من روسيا.

## الدِين
الأرمينين في قطر هم مسيحيون  وينتمي أغلبهم إلى الكنيسة الرسولية الأرمنية وهم تحت سلطة الكرسي الرسولي في كيليكيا .
أنشأت كاثوليكوسية البيت الأرمني الكبير في كيليكيا (المعروفة أيضًا باسم الكرسي الرسولي في كيليكيا) "أبرشية الكويت ودول الخليج العربي" التي يقع مقرها الرئيسي في الكويت، ولكنها تخدم أيضًا الأرمن في الخليج الفارسي بما في ذلك قطر.

## روابط خارجية
- آزاد هيه البوابة الأرمنية للشرق الأوسط